# Kolizijsko pravo
Kolizijsko pravo je sklop pravnih pravil, ki določajo ravnanje v primeru navzkrižja pravnih predpisov ali pristojnosti. Pri tem gre lahko za navzkrižje na različnih območjih iste države (notranje kolizijsko pravo ali interlokalno pravo) ali za pravno navzkrižje med različnimi državami (mednarodno kolizijsko pravo).